# Patrick Schimanski
Patrick Schimanski (geboren am 31. Oktober 1964 in Worms am Rhein) ist ein deutscher Regisseur, Komponist, und Musiker.

## Tätigkeiten als Regisseur
Schimanski führte Regie an der Staatsoper Stuttgart, am Nationaltheater Mannheim, am Schauspielhaus Zürich, am Staatstheater Nürnberg, am Stadttheater Gießen, bei den Ruhrfestspielen in Recklinghausen, bei den Festspielen Bad Hersfeld, am Theaterlabor Bremen und an Theatern in Bielefeld, Ingolstadt und Bremen. Seine Inszenierung der Uraufführung „Gedächtnisambulanz“ von Tom Peuckert am Theater Bielefeld wurde zum virtuellen Theatertreffen der Redaktion von „Nachtkritik.de“ eingeladen. Seine Inszenierung der Oper „Erwin das Naturtalent“ von Mike Svoboda an der Staatsoper Stuttgart hatte zahlreiche Aufführungen, unter anderem am Opernhaus in Krakau. Die Inszenierungen von Patrick Schimanski sind meist durch ausgefeilte musikalische und rhythmische Strukturen gekennzeichnet. Teils mehrstimmige Sprechchöre, Songs und anspruchsvolles Sounddesign gehören zu seinen bevorzugten Stilmitteln. Die Musiken zu seinen Inszenierungen sind meist von Schimanski eigenhändig komponiert und produziert. Auch Stückentwicklungen und experimentelle, performative Formate gehören zu den unterschiedlichen Arbeitsfeldern von Patrick Schimanski. Immer wieder agiert er selbst als Performer und Schauspieler auf der Bühne oder im Film. Zuletzt in Klaus Erich Dietls Kunstfilm „Das letzte Loch ist der Mund“ zu dem er auch die Filmmusik komponierte.
Patrick Schimanski war ab der Spielzeit 2020/21 im Leitungsteam der Schauspielsparte am Stadttheater Gießen.
Schimanski ist seit der Spielzeit 2022/23 Leiter 'Digitale Prozesse' und Leiter des 'Forum Nachhaltigkeit' am Stadttheater Gießen. Stadttheater Gießen.

## Tätigkeiten als Musiker und Komponist
Patrick Schimanski, ehemaliger Meisterschüler von Pierre Favre, spielt Schlagzeug und komponiert. Er komponierte und musizierte für Hans Neuenfels, Johann Kresnik, Konstanze Lauterbach, René Pollesch, Holk Freytag, Hasko Weber, Roland Schimmelpfennig, Gesine Schmidt, Thomas Oliver Niehaus und viele andere am Thalia Theater Hamburg, am Deutschen Theater Berlin, am Münchner Volkstheater und zahlreichen weiteren Häusern in Deutschland, in Österreich und der Schweiz.
Seit 2013 ist Schimanski festes Mitglied des Münchner Komponistenkollektivs „48nord“, das eine Fusion aus experimenteller und Neuer Musik, Postpop und Neorock für Ballet, Tanztheater, Performance Art, Theater, Film und Hörfunk komponiert, produziert und aufführt. Für Deutschlandradio Kultur komponierte 48nord mit Schimanski das Werk „Die Ankunft der schwachen Impulse“. Gemeinsam mit „48nord“ realisierte Patrick Schimanski die Performance „Anatomy Of Dirt“ nach Texten von Christian Enzensberger für das internationale Münchner „Spielart“-Festival. Für das Tanztheater Gießen komponierte „48nord“ die Musik zu den zeitgenössischen Tanztheater Aufführungen „Titus Andronicus“ 2017 / „CROSS“ 2018.

## Regiearbeiten (Auswahl)
- „Steinbruch“ von Werner Fritsch / Uraufführung am Nationaltheater Mannheim / eingeladen zu den Mülheimer Theatertagen
- „Luhmann“ von Tom Peuckert / Uraufführung am Theater Bielefeld
- „Germania Tod in Berlin“ von Heiner Müller / am Theaterlabor Bremen
- „Hanjo“ Oper von Toshio Hosokawa / Deutsche Erstaufführung am Theater Bielefeld
- „Shakespeare is dead _ get over it“ von Paul Pourveur / am Theater Gießen

## Diskographie (Auswahl)
- Patrick Schimanski „Echogedicht“ 810098 Records DK[6]
- mit „48nord“: „G-Loc“ für Deutschlandfunk Kultur Klangkunst[7]
- mit Udo Schindler: „ging lenz den zwanzigsten durchs gebirg oder nicht“ FMRCD607-0321.[8]
- Patrick Schimanski _48nord „1984vs.2017“ Soloalbum[9]
- Mit Gunnar Geisse und Udo Schindler: „alternative facts“ life is complex...[10]
- Mit „48nord“ : „Die Ankunft der schwachen Impulse“[11]